# Xiongcun
Xiongcun (kinesiska: 雄村) är en köping i östra Kina. Den ligger i She härad i staden Huangshan i provinsen Anhui, omkring 250 kilometer sydost om provinshuvudstaden Hefei. Antalet invånare är 11 291. Befolkningen består av 5 538 kvinnor och 5 753 män. Barn under 15 år utgör 12,0 %, vuxna 15-64 år 74 %, och äldre över 65 år 13,0 %.